# مسجد بيركلي (لاريسا)
مسجد بيركلي (باليونانية: Μπαϊρακλί Τζαμί)‏، من (بالتركية: Bayraklı Camii)‏ "مسجد حامل الراية": هو مسجد تاريخي من العصر العثماني في مدينة لاريسا، ثيساليا، اليونان.

## الوصف
يقع المسجد في وسط المدينة، عند تقاطع شارعي بابافليسا وأوسيس. يعود تاريخ البناء المبني من الطوب الحجري إلى القرنين الخامس عشر والسادس عشر، وهو معاصر لسوق "بيدستين". بقي جداران فقط من القاعة الداخلية مدمجين في بنية حديثة.يقال إن المسجد استمد اسمه من حقيقة أن إمامه كان يرفع الراية ( بالتركيةالبيرقbayrak)؛ لإعطاء إشارة للمساجد الأخرى لبدء أذان الصلاة للمؤمنين.

## أنظر أيضا
- الإسلام في اليونان
- قائمة المساجد السابقة في اليونان